# Buen partido
Buen partido es una telenovela chilena de género comedia romántica producida por Pol-ka y Chilefilms para Canal 13 (Chile) en 2002; adaptación de la argentina Son amores, escrita por su mismo autor, Adrián Suar. Es protagonizada por Gonzalo Robles, Berta Lasala y Fernando Kliche, con el debut de Cristián Arriagada.
Se emitió entre el 5 de agosto y el 23 de diciembre de 2002, entrando como sucesora de Piel canela y siendo reemplazada a partir de marzo por Machos.
Fue ampliamente superada por su competencia, Purasangre de TVN. Es una de las telenovelas menos vistas en la historia de Canal 13 con 8,6 puntos de índice de audiencia.

## Argumento
Cuenta la historia de amor entre Roberto Sánchez (Gonzalo Robles), árbitro de fútbol, y Patricia (Berta Lasala), matrona, casada con Guillermo (Fernando Kliche), el presidente de la federación de árbitros y gran enemigo de Sánchez. 
Roberto conoce a Patricia y le atrae. Sin embargo, no sabe que es la señora de Carmona. Encuentros casuales irán ayudando a que la atracción sea cada vez más fuerte. La vida no se presenta tranquila para Sánchez: además de conocer a Patricia, llegan sorpresivamente a su vida dos sobrinos, provenientes de fuera de Santiago, que vienen a probar suerte en el fútbol a la capital.

## Elenco
- Gonzalo Robles como Roberto Sánchez
- Berta Lasala como Patricia Montero
- Fernando Kliche como Guillermo Carmona
- Carolina Arregui como Milagros Cienfuegos
- Cristián Arriagada como Martín Márquez Sánchez
- Valentina Pollarolo como María Soledad "Marisol" Marambio
- Remigio Remedy como Carlos "Caco" Guillén
- Luz Valdivieso como Estefanía Elizalde
- Renato Münster como Rafael Montes
- Vanessa Miller como Carmen Pérez
- Felipe Armas como Héctor Verdugo
- Rodrigo Muñoz como Gallardo
- Domingo Guzmán como Felipe Márquez Sánchez
- Adela Secall como Valeria Márquez Sánchez
- Andrés Gómez como Sergio
- Ingrid Miranda como Isidora Carmona Cienfuegos
- Juan Pablo Ogalde como Dardo Retamal
- Catalina Saavedra como Rita
- Luis Dubó como Wilson
- Liliana García como Liliana Sánchez
- Katherine Salosny como Silvia Salas
- Pamela Villalba como Vanessa "Lulú"
- Mónica Carrasco como Mercedes "Nené"
- Aldo Bernales como Wenceslao Elizalde
- Fernando Gallardo como Aldo Marambio

## Ficha técnica
- Productor ejecutivo Canal 13: Fernando Acuña
- Productor ejecutivo Pol-ka: Carlos Márquez
- Autor: Adrián Suar
- Libretista(s): Coca Gómez y Luz Croxatto
- Director general: Rodolfo Antúnez
- Productora general: Pilar Reynaldos, Ana María Aguilar
- Director(es): Óscar W. Rodríguez, Roberto Rebolledo, Javier Kappes
- Arte: Carmen Gloria Silva
- Fotografía: Jaime Rippes
- Musicalizador(es): Gonzalo Osorio y Mario Rojas
- Editor(es):  Aracelis Ariza, Cynthia Rubio y Roberto Cerda
- Periodista Internet: Victoria Domingo

## Audiencia
El 5 de agosto de 2002, Buen Partido en su día de estrenó obtuvo 14,2 puntos promedio en audiencia, contra 41,0 puntos de El circo de las Montini, de TVN. Con ese resultado, Canal 13 no sólo no consiguió ganar, sino que tampoco pudo revertir la baja audiencia de sus anteriores producciones nacionales como Sabor a ti, Corazón pirata y Piel canela.

## Banda sonora
1. Gonzalo Yáñez - "Buen partido" (Tema principal)
2. Maria Ela - "Pido un deseo"
3. Juan Pablo - "Soy un idiota"
4. Angel Parra y Trio - "No puedo quitar mis ojos de ti"
5. Zaturno y Tapia Rabia - "Son del catorce"
6. Santos Dumont - "Ayer"
7. Canal Magdalena - "Summer loser boy"
8. Lucybell - "Milagro"
9. La Ley - "Verano especial"
10. Polemika Miro - "Y quien me compra el amor"
11. Tatiana Bustos y EM 314 - "Es ella o soy yo"
12. Fruto Prohibido - "En el camino"
13. Álvaro Scaramelli - "Soy tal cual soy"
14. EM 314 - "El templo del placer"
15. La Pe - "Te amaré"
16. Banda del Cinzano - "Chipi chipi"
17. De Marco - "Horizonte de suceso"
18. Cumpleaños de Mono - "Hay que saltar"

## Versiones
- Son amores (2002), una producción de Canal 13, fue protagonizada por Miguel Ángel Rodríguez y Millie Stegman.
- Dos chicos de cuidado en la ciudad (2003), una producción de TV Azteca, fue protagonizada por Pedro Sicard y Arcelia Ramírez.